# Auto Hebdo (France)
Pour les articles homonymes, voir Auto Hebdo.
AUTO hebdo est un magazine hebdomadaire français spécialisé dans le sport automobile créé en février 1976 et paraissant le mercredi.

## Description
Il traite de compétition automobile avec une priorité à la Formule 1, au championnat du monde des rallyes (WRC) et au championnat du monde d'endurance FIA (WEC). D'autres disciplines sont également abordées, telles le championnat du monde des voitures de tourisme (WTCC), le Deutsche Tourenwagen Masters (DTM), le championnat de Formule 2 (F2), les courses américaines de stock-car (NASCAR), Le Mans Series (LMS), l'American Le Mans Series (ALMS), l'Asian Le Mans Series et des épreuves françaises telles que le rallycross. Des essais automobiles sont également effectués.
Les caricatures de Jean-Louis Fiszman sont présentes dans le magazine depuis 1990.
Depuis ses premiers numéros, le magazine Auto Hebdo a fait des éditions régionales, en particulier pour le marché belge avec une édition distincte de la version française de 1977 à 1980 bien que la première de couverture restât identique à l'édition française. L'édition belge était distribuée par le Groupe Rossel.
Après 1980, les deux versions sont fusionnées et un encart spécial apparaît de manière mensuelle (d'abord au milieu du magazine, ensuite au début/fin du magazine) par la suite pour le marché belge.
Le 24 juin 2020, l’éditeur Michel Hommell vend son magazine à l'homme d’affaires Didier Calmels.